# Bundaleer Reservoir
Bundaleer Reservoir är en reservoar i Australien. Den ligger i delstaten South Australia, omkring 160 kilometer norr om delstatshuvudstaden Adelaide. 
Trakten runt Bundaleer Reservoir består till största delen av jordbruksmark. Trakten runt Bundaleer Reservoir är nära nog obefolkad, med mindre än två invånare per kvadratkilometer. Genomsnittlig årsnederbörd är 513 millimeter. Den regnigaste månaden är maj, med i genomsnitt 78 mm nederbörd, och den torraste är december, med 12 mm nederbörd.